# Cristóbal Suárez de Figueroa
Cristóbal Suárez de Figueroa est un écrivain du siècle d'or espagnol.

## Biographie
Cristóbal Suárez de Figueroa nait à Valladolid vers l’an 1571. Il s’applique d’abord au droit et reçut le grade de docteur. Ayant une inclination décidée pour les belles-lettres, il abandonne bientôt la carrière du barreau et se distingue par plusieurs ouvrages tant en prose qu’en vers. Son premier essai est un traité sur l’éducation, intitulé :
- Espejo de juventud, Madrid, 1607, in-8° ;
- sa Constante Amarilis, Valence, 1609, traduite en français par Lancelot, Lyon, 1614, in-8°, est une heureuse imitation de la Diane de Montemayor et de celle de Gil Polo. Parmi une grande quantité d’ouvrages du genre pastoral que possédait l’Espagne, celui de Figueroa obtint un éclatant succès. Le style en est correct et coulant, le sujet intéressant, les événements bien amenés et les vers qu’il y a mêlés sont coulants et harmonieux. Quoique ce livre brille par une grande richesse d’imagination, elle ne choque jamais ni le goût ni la vraisemblance, qualités bien rares dans le siècle où vivait l’auteur ;
- sa traduction du Pastor fido de Guarini, Madrid, 1610 ; Naples, 1622, in-8°, est un chef-d’œuvre dans ce genre et se distingue par la précision, l’exactitude et les beautés de la versification ;
- España defendida, poème héroïque, Madrid , 1612 , in-8°. Cet ouvrage ne manque pas de mérite : il est bien conduit et plein de verve ; on y trouve plusieurs pensées heureuses, la versification en est assez rapide ; mais Figueroa, en s’écartant de cette charmante simplicité qui fixa le succès de son Amarilis, n’a pas su atteindre ce vol sublime, ni présenter ces images hardies, ces pensées fortes qui forment le caractère principal .du style de l’épopée, style qui demandait un talent d’un antre genre ; aussi son poème ne reçut qu’un très-faible accueil ;
- Historia anal, o relacion, etc. (Histoire de tout ce que firent en Orient les PP. de la compagnie de Jésus pour la propagation de l’Évangile) , Madrid, 1614, in-4°. On y trouve des notices intéressantes des pays d’Orient où les jésuites furent en mission pendant les années 1607 et 1608 ;
- Hechos del Marques don Garcia Hurtado de Mendoza, Madrid, 1615, in-4°. Il y célèbre les exploits de ce seigneur dans la guerre contre les Araucos, chantée par le poète Ercilla ;
- El pasajero : advertencias a la vida humana, ibid., 1617; Barcelone, 1618 , in-8° ;
- Noticias importantes a la humana comunicación, Barcelone, 1618, in-8°. Ces deux recueils de préceptes et de maximes morales sont écrits avec élégance, et les principes que l’auteur y développe ne seraient pas indignes d’Épictète et de la Bruyère ;
- Plaza universal, c’est-à-dire, marché ou magasin universel de toutes les sciences, traduit de l’italien de Garzoni de Bagnacavallo, Madrid, 1615, in-4°.

Figueroa fut du petit nombre des auteurs qui savent tirer un assez bon parti de leurs travaux littéraires. Il vécut dans l’aisance, jouit d’une réputation méritée et mourut dans sa patrie en 1650. Plusieurs célèbres écrivains de son temps firent son éloge. Cervantes, dans son Voyage au Parnasse, parle ainsi de notre poète :

« Figueroa es estotro, el doctorade
Que canto de Amarilis la constancia,
En dulce prosa y verso regalado. »

« Cet autre est Figueroa, qui chanta la constante Amaryllis dans une prose élégante et gracieuse et dans les vers les plus touchants. »